# Dryades
Pour les articles homonymes, voir Dryade (homonymie).

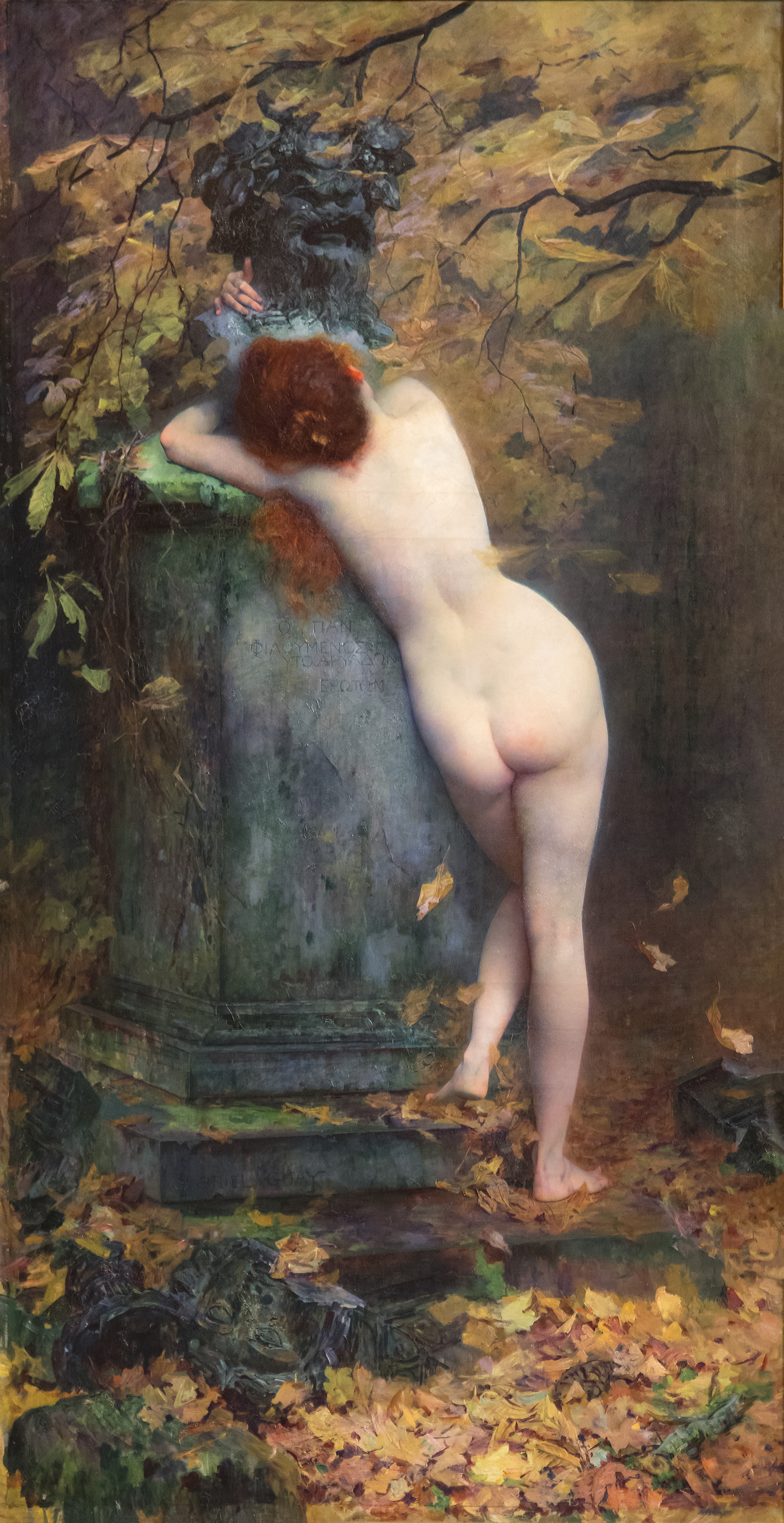
La dernière dryade, par Gabriel Guay

Les dryades sont, dans la mythologie grecque, les nymphes (des divinités mineures) liées aux arbres en général et plus particulièrement aux chênes. Le nom de dryades fut utilisé plus tard pour désigner les figures divines présidant au culte des arbres et de la forêt. Elles sont généralement considérées comme des créatures très timides qui se montrent rarement.

## Étymologie
Le mot « dryade » est issu du grec ancien Δρυάς / Dryás (au génitif Δρυάδος / Dryádos), lui-même dérivé de δρῦς / drŷs, « chêne ». Selon Émile Benveniste, les racines indo-européenne drew et grecque drŷs, équivalentes de l'allemand treu, signifiaient à l'origine « ce qui est solide ou ferme » et furent ensuite utilisées pour désigner l'arbre et en particulier le chêne. Cette racine a non seulement donné naissance au mot « dryades », mais aussi à une série de termes exprimant la confiance et la fidélité comme trauen et trust.

## Mentions mythologiques
Les dryades sortaient d'un arbre appelé  « Arbre des Hespérides ». Certaines d'entre elles allaient dans le Jardin des Hespérides pour protéger les pommes d'or que le jardin contenait. Les dryades n'étaient pas immortelles, mais pouvaient vivre très longtemps. Parmi les plus connues, on trouve notamment Eurydice, la femme d'Orphée. La tradition tardive fera la distinction entre les dryades et les hamadryades, ces dernières se voyant attachées spécifiquement à un arbre, alors que les premières erraient librement dans les forêts.

### LesMétamorphoses

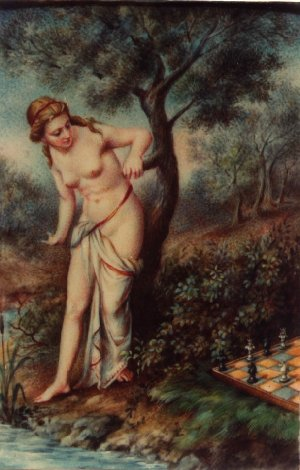
Peinture représentant la dryade Caïssa

Le poète Ovide raconte dans ses Métamorphoses qu'un homme nommé Érysichthon devint complètement fou et sacrilège. Il s'attaqua à la hache à un chêne de Cérès alors que les dryades dansaient autour : « Là s'élevait un chêne immense, au tronc séculaire,entouré de bandelettes, de tablettes commémoratives et de guirlandes, témoignages de vœux satisfaits. À son ombre, les dryades menèrent leurs danses joyeuses, souvent aussi les mains entrelacées, elles se rangèrent en cercle autour du tronc et il leur fallait quinze brasses pour avoir la mesure de sa masse énorme. » Lorsque Érysichthon frappa l'arbre avec son arme, « à peine la main sacrilège a-t-elle fait une blessure dans le tronc que l'écorce fendue laisse échapper du sang ; ainsi quand un énorme taureau choisi pour victime s'est abattu devant les autels, le sang jaillit de son cou déchiré ». Un témoin de la scène tente de l'arrêter mais Érysichton lui tranche la tête avec sa hache. La déesse Cérès le châtie en envoyant la Faim le visiter dans son sommeil, si bien que, après avoir dévoré toutes ses possessions, Érysichthon se mit à se dévorer lui-même.

### Mariages
Les dryades pouvaient se marier puisque l'une d'elles, Eurydice, est décrite comme la femme d'Orphée, et Pausanias dit que la femme d'Arcas, fils de Zeus et de Callisto, était une dryade.

### Méliades
Les Méliades étaient des nymphes qui habitaient les bois ou les bosquets de frênes, elles protégeaient plus particulièrement les enfants qui étaient parfois abandonnés ou suspendus aux branches des arbres à cause de leur naissance non désirée, mais d'autres mythologues considèrent les Méliades (ou épimélides) comme des nymphes dévolues aux soins des troupeaux. Leur mère était la fille de l'Océan, Mélie, qui fut aimée d'Apollon dont elle eut également deux fils, Térénus et le devin Isménos.

### Hamadryades
Les hamadryades, contrairement aux dryades, étaient attachées spécifiquement à un arbre et mouraient avec lui s'il était abattu.

## Fonction
La croyance des peuples gréco-romains en l'existence réelle de divinités forestières aurait eu pour fonction de les empêcher de détruire les forêts car, pour couper les arbres, il leur fallait d'abord consulter les ministres de la religion et obtenir d'eux l'assurance que les dryades avaient abandonné la forêt qu'ils comptaient couper.

## Description

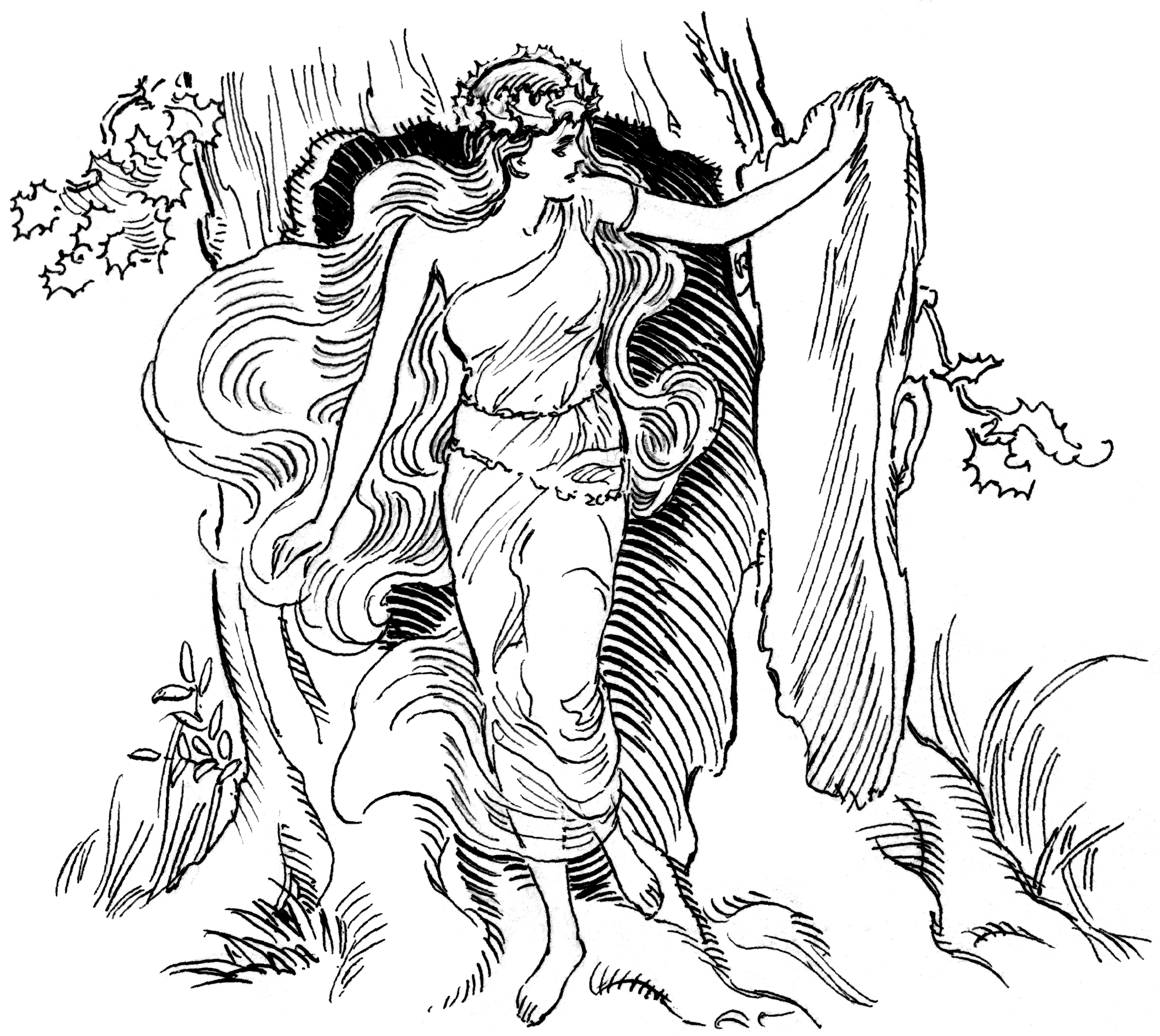
Représentation classique d'une dryade

Les dryades ont l'apparence de très belles jeunes filles et incarnent la force végétative des forêts dans lesquelles elles peuvent errer en liberté nuit et jour. Dépeintes comme les divinités mineures protectrices des forêts et des bois, elles étaient aussi fortes et robustes que fraîches et légères, et formaient des chœurs de danse autour des chênes qui leur étaient consacrés. Elles pouvaient survivre aux arbres placés sous leur protection car, contrairement aux hamadryades, elles n'étaient pas liées à un arbre en particulier,.
Ces nymphes étaient représentées dans l'art sous forme de femmes dont la partie inférieure du corps se terminait par une sorte d'arabesque dont les contours allongés figuraient un tronc et les racines d'un arbre. La partie supérieure du corps était nue et simplement ombragée par une chevelure abondante flottant sur les épaules de la nymphe, au gré des vents. La tête portait souvent une couronne en feuilles de chêne et elles tenaient parfois des branches d'arbres portant leurs feuilles et leurs fruits. En tant que gardiennes des forêts, les nymphes étaient parfois représentées avec une hache entre leurs mains, afin de punir ceux qui s'attaquaient aux arbres dont elles avaient la garde. D'autres représentations de dryades vêtues d'une étoffe vert foncé, avec des chaussures en écorce d'arbre, existent.
Selon Édouard Brasey, les dryades appartiennent à la famille des dames blanches et sont généralement dépeintes comme étant douces et bienveillantes, elles aident ainsi les voyageurs perdus à retrouver leur chemin, donnent à manger aux bergers, jouent avec les enfants perdus dans les bois et s'occupaient des chevaux à l'écurie. Cependant, certaines d'entre elles sont réputées pour pousser les voyageurs au bord des précipices.

## Mentions dans la littérature
Les dryades figurent dans le célèbre poème de John Milton Le Paradis perdu, chez Coleridge, et dans l'œuvre de Thackeray, The Virginians. En 1763 le poète anglais William Jones imagine la dryade mythique Caïssa, représentée comme la déesse du jeu d'échecs, devenue depuis très populaire dans le monde des échecs. Dans le poème de Donald Davidson, elles illustrent le thème de la tradition et de l'importance du passé à l'époque présente. La poète Sylvia Plath utilise les dryades pour symboliser la nature dans toute sa poésie et notamment On the Difficulty of Conjuring up a Dryad, et On the Plethora of Dryads. Les poètes confondent assez souvent dryades, hamadryades et naïades.
Jack Vance (Le Prince des étoiles) en fit des êtres mi-humains mi-arbres. Lugo Tehaalt l'explorateur les découvrit sur la planète qu'il décrit comme étant un paradis. Elles ont un corps d'homme avec des branches qui partent de leurs cous et de leurs épaules. David Eddings, dans la saga La Belgariade / La Mallorée, reprend le terme de dryade pour créer un peuple des bois, entièrement féminin, dont est issu le personnage de Ce'Nedra.
George Sand (Histoire de ma vie) : « Je n'étais pas encore assez esprit fort pour ne pas espérer parfois de surprendre les napées et les dryades dans les bois et dans les prairies. »
L’auteur britannique C. S. Lewis mentionne leur présence à travers toute sa série de livres pour enfants Le Monde de Narnia. Dans le roman La Dernière Bataille, l’une d’entre elles vient mourir devant le protagoniste, Rilian, après que son arbre a été coupé[réf. souhaitée].
Dans l'opérette de Franz Lehár La Veuve joyeuse, Missia (ou Hanna dans la version originale en allemand) chante la chanson de Wyllia la dryade aux yeux mystérieux[pas clair][réf. nécessaire].